# Мігма

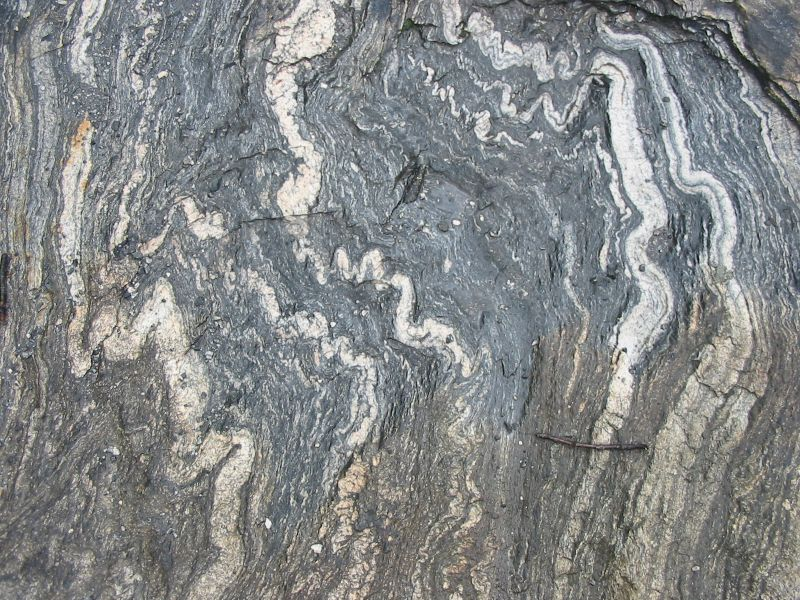
Мігма.

Мігма (рос. мигма, англ. migma, нім. Migma n) — силікатний розплав, який утворився в земній корі з гірських порід внаслідок розплавлення у зоні ультраметаморфізму. Часто містить нерозплавлені мінерали у розсіяному стані.